# Liste der Kulturdenkmale in Jonsdorf

Wappen von Jonsdorf

In der Liste der Kulturdenkmale in Jonsdorf sind die Kulturdenkmale der sächsischen Gemeinde Jonsdorf verzeichnet, die bis November 2018 vom Landesamt für Denkmalpflege Sachsen erfasst wurden (ohne archäologische Kulturdenkmale). Die Anmerkungen sind zu beachten.
Diese Aufzählung ist eine Teilmenge der Liste der Kulturdenkmale im Landkreis Görlitz.

## Liste der Kulturdenkmale in Jonsdorf
| Bild                                    | Bezeichnung                                                                                                | Lage                                            | Datierung                                                      | Beschreibung | ID       |
| --------------------------------------- | --- | ----------------------------------------------- | -------------------------------------------------------------- | --- | -------- |
| Weitere Bilder                          | Schmalspurbahn Zittau–Oybin/Jonsdorf (Sachgesamtheit)                                                      | (Flurstücke 555/3, 555/10 und 555/11) (Karte)   | Ab 1890                                                        | Sachgesamtheitsbestandteil der Sachgesamtheit Schmalspurbahn Zittau–Oybin/Jonsdorf mit folgenden Einzeldenkmalen: Haltepunkt Jonsdorf (Zittauer Straße 1 – Obj. 09273220) und Bahnhof Jonsdorf (Zittauer Straße 53 – Obj. 09274368) und den folgenden Sachgesamtheitsteilen: der Trasse, Streckenausrüstung mit Hektometersteinen, Freileitung für Strecken- und Bahnhofstelefone, Straßenüberführung (siehe auch Sachgesamtheitsdokument Obj. 08992260); verkehrshistorisch, eisenbahngeschichtlich und technikgeschichtlich von Bedeutung, die Zweigleisigkeit ist eine schützenswerte Besonderheit der Schmalspurbahn (der betriebsfähige Fahrzeugpark, siehe unter Zittau, Schmalspurbahn Zittau–Oybin/Jonsdorf) | 08992538 |
| Weitere Bilder                          | Schmiede in den Mühlsteinbrüchen                                                                           | (Flurstück 673/16) (Karte)                      | Bezeichnet mit 1849                                            | Eingeschossiger Bruchsteinbau, baugeschichtlich und wirtschaftsgeschichtlich von Bedeutung | 09273653 |
|                                         | Wohnhaus (Umgebinde)                                                                                       | Am Dammborn 1 (Karte)                           | Nach 1700                                                      | Obergeschoss Fachwerk, teilweise verbrettert, Schwelle profiliert, baugeschichtlich von Bedeutung | 09273487 |
| Direkt Bild zu diesem Denkmal hochladen | Wohnhaus (Umgebinde) ohne Anbau                                                                            | Am Dammborn 2 (Karte)                           | Im Kern 18. Jahrhundert                                        | Obergeschoss Fachwerk, zweifarbig verschiefert, baugeschichtlich von Bedeutung | 09273488 |
| Direkt Bild zu diesem Denkmal hochladen | Wohnhaus (Umgebinde)                                                                                       | Am Dammborn 3 (Karte)                           | Im Kern 18. Jahrhundert                                        | Obergeschoss Fachwerk, Giebelseite verkleidet, baugeschichtlich von Bedeutung | 09273489 |
| Direkt Bild zu diesem Denkmal hochladen | Wohnhaus (Umgebinde)                                                                                       | An der Drehe 1 (Karte)                          | Laut Auskunft 1816                                             | Obergeschoss Fachwerk, Giebelseite zweifarbig verschiefert, baugeschichtlich von Bedeutung | 09273476 |
|                                         | Wohnhaus (Umgebinde)                                                                                       | An der Drehe 2 (Karte)                          | Um 1800                                                        | Eingeschossiges Umgebindehaus mit Kniestock (Fachwerk mit Andreaskreuzen), kleiner Dachhecht, baugeschichtlich von Bedeutung | 09273477 |
| Direkt Bild zu diesem Denkmal hochladen | Wohnhaus (Umgebinde)                                                                                       | An der Drehe 4 (Karte)                          | Ende 18. Jahrhundert                                           | Eingeschossiges Umgebindehaus mit Kniestock, dieser verschiefert, baugeschichtlich von Bedeutung | 09273474 |
| Direkt Bild zu diesem Denkmal hochladen | Wohnhaus (Umgebinde)                                                                                       | An der Drehe 5 (Karte)                          | Um 1800                                                        | Eingeschossiges Umgebindehaus, Giebel verbrettert, baugeschichtlich von Bedeutung | 09273472 |
| Direkt Bild zu diesem Denkmal hochladen | Wohnhaus (Umgebinde)                                                                                       | An der Drehe 6 (Karte)                          | Ende 18. Jahrhundert                                           | Eingeschossiges Umgebindehaus, Giebel verbrettert, baugeschichtlich von Bedeutung | 09273473 |
| Direkt Bild zu diesem Denkmal hochladen | Wohnhaus (Umgebinde)                                                                                       | An der Drehe 8 (Karte)                          | Um 1800                                                        | Eingeschossiges Umgebindehaus mit Kniestock, Zwerchhaus über dem Eingang, baugeschichtlich von Bedeutung | 09273471 |
| Direkt Bild zu diesem Denkmal hochladen | Wohnhaus (Umgebinde)                                                                                       | An der Drehe 14 (Karte)                         | Um 1800                                                        | Obergeschoss Fachwerk verschiefert, baugeschichtlich von Bedeutung | 09273470 |
|                                         | Wohnhaus (Umgebinde) ohne Anbau                                                                            | An der Drehe 18 (Karte)                         | Ehemals bezeichnet mit 1748                                    | Obergeschoss Fachwerk verbrettert, baugeschichtlich von Bedeutung | 09273469 |
| Direkt Bild zu diesem Denkmal hochladen | Wohnhaus (Umgebinde)                                                                                       | An der Hutungswiese 2 (Karte)                   | 1. Hälfte 19. Jahrhundert                                      | Doppelstubenhaus, Obergeschoss Fachwerk verkleidet, baugeschichtlich von Bedeutung | 09273631 |
| Direkt Bild zu diesem Denkmal hochladen | Wohnhaus (Umgebinde)                                                                                       | An der Hutungswiese 5 (Karte)                   | 1. Hälfte 19. Jahrhundert                                      | Eingeschossiges Umgebindehaus, baugeschichtlich von Bedeutung | 09273634 |
| Direkt Bild zu diesem Denkmal hochladen | Wohnhaus (Umgebinde) ohne Anbau                                                                            | An der Hutungswiese 6 (Karte)                   | 1. Hälfte 19. Jahrhundert                                      | Obergeschoss Fachwerk zweifarbig verschiefert, baugeschichtlich von Bedeutung | 09273633 |
| Direkt Bild zu diesem Denkmal hochladen | Wohnhaus (Umgebinde)                                                                                       | An der Hutungswiese 8 (Karte)                   | 1. Hälfte 19. Jahrhundert                                      | Eingeschossiges Doppelstubenhaus, baugeschichtlich von Bedeutung | 09273635 |
|                                         | Genesungsheim mit Hauptbau und zwei Nebengebäuden sowie Kindergarten                                       | An der Hutungswiese 13 (Karte)                  | 1893 (Genesungsheim); 1930er Jahre (Kindergarten)              | Hauptbau vom Verband Südlausitzer Krankenkassen, mit T-Grundriss, durch Hanglage teils zwei-, teils dreigeschossig, Klinker. Eingeschossiges Nebengebäude in Klinker und langes schmales Nebengebäude mit Bruchsteinsockel und stark befenstertem Aufbau, möglicherweise Kegelbahn, wohl 1920er Jahre und sehr selten. Kindergarten im Heimatstil der 1930er Jahre, eingeschossig, Fachwerkgiebel, Dachhecht, ursprüngliche Bestimmung zu erkunden. Baugeschichtlich und ortsgeschichtlich von Bedeutung | 09273655 |
| Direkt Bild zu diesem Denkmal hochladen | Wohnhaus (Umgebinde)                                                                                       | An der Hutungswiese 14 (Karte)                  | 1. Hälfte 19. Jahrhundert                                      | Eingeschossiges Umgebindehaus, baugeschichtlich von Bedeutung | 09273639 |
| Direkt Bild zu diesem Denkmal hochladen | Wohnhaus (Umgebinde)                                                                                       | An der Hutungswiese 17 (Karte)                  | Im Kern 1. Hälfte 19. Jahrhundert                              | Obergeschoss Fachwerk verbrettert, baugeschichtlich von Bedeutung | 09273637 |
| Direkt Bild zu diesem Denkmal hochladen | Wohnhaus (Umgebinde)                                                                                       | An der Hutungswiese 18 (Karte)                  | Nach 1850                                                      | Obergeschoss Fachwerk verkleidet, baugeschichtlich von Bedeutung | 09273636 |
| Direkt Bild zu diesem Denkmal hochladen | Wohnhaus (Umgebinde)                                                                                       | An der Hutungswiese 20 (Karte)                  | 1. Hälfte 19. Jahrhundert                                      | Obergeschoss Fachwerk, baugeschichtlich von Bedeutung | 09273638 |
| Direkt Bild zu diesem Denkmal hochladen | Wohnhaus (Umgebinde)                                                                                       | An der Hutungswiese 21 (Karte)                  | Ende 18. Jahrhundert                                           | Obergeschoss strebenreiches Fachwerk, am Giebel verkleidet, baugeschichtlich von Bedeutung | 09273641 |
| Direkt Bild zu diesem Denkmal hochladen | Wohnhaus (Umgebinde)                                                                                       | An der Hutungswiese 22 (Karte)                  | Um 1800                                                        | Eingeschossiges Umgebindehaus mit Kniestock, Giebel und Kniestock verbrettert, baugeschichtlich von Bedeutung | 09273640 |
| Direkt Bild zu diesem Denkmal hochladen | Wohnhaus (Umgebinde) mit Anbauten                                                                          | An der Hutungswiese 23 (Karte)                  | Um 1800, um 1910 überformt                                     | Obergeschoss Fachwerk verkleidet, Anbauten im Reform- und Heimatstil der Zeit um 1910 in ungewöhnlicher Gestaltung, baugeschichtlich von Bedeutung | 09273642 |
| Direkt Bild zu diesem Denkmal hochladen | Wohnhaus (Umgebinde) mit Seitenflügel sowie Scheune                                                        | An der Hutungswiese 24 (Karte)                  | Bezeichnet mit 1860, vermutlich älter                          | Wichtig für Blickfang/Sichtbeziehung, Obergeschoss Fachwerk an Giebelseite und Anbau verbrettert, profilierte Schwelle, schöner Sandsteintürstock mit gerader Verdachung, Satteldach mit zwei Fledermausgaupen, Fachwerkscheune, wirtschaftsgeschichtlich und baugeschichtlich von Bedeutung | 09273643 |
|                                         | Wohnhaus (Umgebinde)                                                                                       | An der Sternwarte 2 (Karte)                     | Bezeichnet mit 1854                                            | Obergeschoss Fachwerk verbrettert, baugeschichtlich von Bedeutung | 09273511 |
| Direkt Bild zu diesem Denkmal hochladen | Wohnhaus (Umgebinde)                                                                                       | An der Sternwarte 3 (Karte)                     | Um 1800                                                        | Eingeschossiges Umgebindehaus mit Kniestock, kleiner Dachhecht, profilierter Türstock, baugeschichtlich von Bedeutung | 09273510 |
| Direkt Bild zu diesem Denkmal hochladen | Wohnhaus (Umgebinde)                                                                                       | An der Sternwarte 5 (Karte)                     | Bezeichnet mit 1803                                            | Eingeschossiges Umgebindehaus mit Kniestock, Giebel und Kniestock ornamental verschiefert, kleiner Dachhecht, baugeschichtlich von Bedeutung | 09273509 |
| Weitere Bilder                          | Gemeindeamt (mit zwei Hausnummern)                                                                         | Auf der Heide 1, 3 (Karte)                      | Bezeichnet mit 1926                                            | Schlichter Putzbau, im traditionalistischen Stil der 1920er Jahre, repräsentatives Eingangsportal, baugeschichtlich und ortsgeschichtlich von Bedeutung | 09273545 |
| Weitere Bilder                          | Wohnhaus (Umgebinde) mit Anbau                                                                             | Auf der Heide 11 (Karte)                        | Bezeichnet mit 1808                                            | Obergeschoss Fachwerk zweifarbig verschiefert, Sandsteintürstock, baugeschichtlich von Bedeutung | 09273544 |
| Weitere Bilder                          | Wohnhaus (Umgebinde)                                                                                       | Auf der Heide 12 (Karte)                        | Um 1800                                                        | Eingeschossiges Umgebindehaus mit Kniestock (Fachwerk mit Andreaskreuzen), baugeschichtlich von Bedeutung | 09273541 |
| Weitere Bilder                          | Wohnhaus (Umgebinde) mit Seitenflügel                                                                      | Auf der Heide 15 (Karte)                        | Bezeichnet mit 1847                                            | Obergeschoss Fachwerk, baugeschichtlich von Bedeutung | 09273543 |
| Weitere Bilder                          | Wohnhaus (Umgebinde)                                                                                       | Auf der Heide 16 (Karte)                        | Um 1800                                                        | Obergeschoss Fachwerk, straßenbildprägend, baugeschichtlich von Bedeutung | 09273539 |
| Weitere Bilder                          | Wohnhaus (Umgebinde)                                                                                       | Auf der Heide 17 (Karte)                        | Um 1800                                                        | Obergeschoss Fachwerk, ortsbildprägend, baugeschichtlich von Bedeutung | 09273542 |
| Weitere Bilder                          | Wohnhaus (Umgebinde) ohne Anbau                                                                            | Auf der Heide 18 (Karte)                        | Um 1800                                                        | Obergeschoss Fachwerk, Giebelseite verschiefert, baugeschichtlich von Bedeutung | 09273535 |
| Direkt Bild zu diesem Denkmal hochladen | Wohnhaus (Umgebinde)                                                                                       | Auf der Heide 21 (Karte)                        | Um 1800                                                        | Obergeschoss Fachwerk, Umgebinde-Konstruktion mit Scheitelzapfen, ortsbildprägend, baugeschichtlich von Bedeutung | 09273540 |
| Weitere Bilder                          | Wohnhaus (Umgebinde)                                                                                       | Auf der Heide 22 (Karte)                        | Um 1800                                                        | Obergeschoss Fachwerk verbrettert, ornamentierter Schiefergiebel, baugeschichtlich von Bedeutung | 09273534 |
|                                         | Wohnhaus (Umgebinde)                                                                                       | Auf der Heide 23 (Karte)                        | Um 1800                                                        | Obergeschoss Fachwerk verbrettert, Anbau mit vorgeblendetem Umgebinde, ortsbildprägend, baugeschichtlich von Bedeutung | 09273538 |
| Weitere Bilder                          | Wohnhaus (Umgebinde)                                                                                       | Auf der Heide 24 (Karte)                        | 1. Hälfte 19. Jahrhundert                                      | Obergeschoss Fachwerk, Giebelseite verschiefert, baugeschichtlich von Bedeutung | 09273532 |
|                                         | Wohnhaus (Umgebinde)                                                                                       | Auf der Heide 25 (Karte)                        | Um 1800                                                        | Obergeschoss Fachwerk verbrettert, ortsbildprägend, baugeschichtlich von Bedeutung | 09273537 |
| Direkt Bild zu diesem Denkmal hochladen | Wohnhaus (Umgebinde) mit Anbau                                                                             | Auf der Heide 26 (Karte)                        | Bezeichnet mit 1844                                            | Obergeschoss Fachwerk, profilierter Sandsteintürstock, baugeschichtlich von Bedeutung | 09273531 |
|                                         | Wohnhaus (Umgebinde) ohne Anbau                                                                            | Auf der Heide 27 (Karte)                        | Um 1800                                                        | Obergeschoss Fachwerk, ortsbildprägend, baugeschichtlich von Bedeutung | 09273536 |
| Direkt Bild zu diesem Denkmal hochladen | Wohnhaus, Nebengebäude im Hof sowie Torbogen und Einfriedung                                               | Auf der Heide 29 (Karte)                        | 1912                                                           | Markanter Eckbau, im Reformstil der Zeit um 1910, Ecksituation mit Kegeldach betont, städtebaulich und baugeschichtlich von Bedeutung | 09273533 |
| Weitere Bilder                          | Wohnhaus (Umgebinde) mit Anbau                                                                             | Auf der Heide 33 (Karte)                        | Ende 18. Jahrhundert                                           | Obergeschoss Fachwerk, Giebelseite verschiefert, Dachhecht, schlichter Sandsteintürstock, wichtig für Sichtbeziehung, markanter Blickfang, baugeschichtlich von Bedeutung | 09273529 |
| Weitere Bilder                          | Wohnhaus (Umgebinde)                                                                                       | Auf der Heide 35 (Karte)                        | Ende 18. Jahrhundert                                           | Obergeschoss Fachwerk, Umgebindekonstruktion auch am Anbau, baugeschichtlich von Bedeutung | 09273530 |
|                                         | Wohnhaus (Umgebinde)                                                                                       | Bärgasse 2 (Karte)                              | Nach 1800                                                      | Eingeschossiges Umgebindehaus mit Kniestock, kleines Dachhäuschen, baugeschichtlich von Bedeutung | 09273518 |
| Direkt Bild zu diesem Denkmal hochladen | Wohnhaus (Umgebinde)                                                                                       | Bärgasse 3 (Karte)                              | Um 1800                                                        | Eingeschossiges Umgebindehaus, kurzer Dachhecht und zwei Gaupen, baugeschichtlich von Bedeutung | 09273519 |
|                                         | Wohnhaus (Umgebinde)                                                                                       | Bärgasse 4 (Karte)                              | Um 1840                                                        | Obergeschoss Fachwerk, repräsentativer Türstock, baugeschichtlich von Bedeutung | 09273517 |
| Direkt Bild zu diesem Denkmal hochladen | Wohnhaus (Umgebinde) mit seitlichem Anbau                                                                  | Bärgasse 5 (Karte)                              | Um 1850                                                        | Doppelstubenhaus, Obergeschoss Fachwerk verbrettert, kurzer Dachhecht, profilierter Sandsteintürstock | 09273516 |
|                                         | Wohnhaus (Umgebinde)                                                                                       | Bärgasse 6 (Karte)                              | Um 1800                                                        | Eingeschossiges Umgebindehaus mit Kniestock, Giebel und Kniestock verbrettert, Dachhecht, baugeschichtlich von Bedeutung | 09273515 |
|                                         | Wohnhaus (Umgebinde)                                                                                       | Bärgasse 7 (Karte)                              | 1. Hälfte 19. Jahrhundert                                      | Obergeschoss strebenreiches Fachwerk an der Traufseite, schlichter Türstock aus Sandstein, baugeschichtlich von Bedeutung | 09273514 |
| Direkt Bild zu diesem Denkmal hochladen | Wohnhaus (Umgebinde)                                                                                       | Bärgasse 8 (Karte)                              | Um 1800                                                        | Eingeschossiges Umgebindehaus, baugeschichtlich von Bedeutung | 09273512 |
| Direkt Bild zu diesem Denkmal hochladen | Wohnhaus (Umgebinde)                                                                                       | Bärgasse 9 (Karte)                              | Bezeichnet mit 1826                                            | Obergeschoss Fachwerk, Schwelle profiliert, Giebel verbrettert, Sandsteintürstock, baugeschichtlich von Bedeutung | 09273513 |
|                                         | Wohnhaus (Umgebinde)                                                                                       | Große Seite 2 (Karte)                           | Ende 18. Jahrhundert                                           | Eingeschossiges Umgebindehaus mit Kniestock (Fachwerk mit Andreaskreuzen), Giebel verschiefert, baugeschichtlich von Bedeutung | 09273528 |
| Direkt Bild zu diesem Denkmal hochladen | Wohnhaus (Umgebinde)                                                                                       | Große Seite 4 (Karte)                           | 1. Hälfte 18. Jahrhundert                                      | Doppelstubenhaus, Obergeschoss Fachwerk, mit Ständerengstand, Schwelle profiliert, eine Giebelseite verbrettert, kleiner Dachhecht, Sandsteintürstock, baugeschichtlich von Bedeutung | 09273527 |
|                                         | Wohnhaus (Umgebinde)                                                                                       | Große Seite 6 (Karte)                           | Ende 18. Jahrhundert                                           | Eingeschossiges Umgebindehaus mit Kniestock, kurzer Dachhecht, baugeschichtlich von Bedeutung | 09273526 |
| Direkt Bild zu diesem Denkmal hochladen | Wohnhaus (Umgebinde)                                                                                       | Große Seite 8 (Karte)                           | Ende 18. Jahrhundert                                           | Obergeschoss Fachwerk, Giebelseite verschiefert, baugeschichtlich von Bedeutung | 09273525 |
| Direkt Bild zu diesem Denkmal hochladen | Wohnhaus (Umgebinde)                                                                                       | Große Seite 10 (Karte)                          | Im Kern Ende 18. Jahrhundert                                   | Obergeschoss Fachwerk, baugeschichtlich von Bedeutung | 09273524 |
| Direkt Bild zu diesem Denkmal hochladen | Wohnhaus (Umgebinde)                                                                                       | Große Seite 12 (Karte)                          | Ende 18. Jahrhundert                                           | Obergeschoss Fachwerk, profilierter Segmentbogen-Türstock, baugeschichtlich von Bedeutung | 09273523 |
|                                         | Wohnhaus (Umgebinde)                                                                                       | Große Seite 14 (Karte)                          | Ende 18. Jahrhundert                                           | Eingeschossiges Doppelstubenhaus mit Kniestock, baugeschichtlich von Bedeutung | 09273522 |
| Direkt Bild zu diesem Denkmal hochladen | Wohnhaus (Umgebinde)                                                                                       | Große Seite 16 (Karte)                          | Ende 18. Jahrhundert                                           | Eingeschossiges Umgebindehaus mit Kniestock (Fachwerk mit Andreaskreuzen), baugeschichtlich von Bedeutung | 09273521 |
| Direkt Bild zu diesem Denkmal hochladen | Wohnhaus (Umgebinde)                                                                                       | Große Seite 18 (Karte)                          | Vermutlich Ende 18. Jahrhundert                                | Eingeschossiges Umgebindehaus mit Kniestock, Giebel und Kniestock verbrettert, baugeschichtlich von Bedeutung | 09273520 |
| Weitere Bilder                          | Wohnhaus (Umgebinde)                                                                                       | Großschönauer Straße 1 (Karte)                  | Bezeichnet mit 1777                                            | Doppelstubenhaus, Obergeschoss Fachwerk, die Giebel verbrettert, schönes Korbbogenportal, baugeschichtlich von Bedeutung | 09273419 |
| Direkt Bild zu diesem Denkmal hochladen | Wohnhaus                                                                                                   | Großschönauer Straße 2 (Karte)                  | Bezeichnet mit 1822                                            | Vermutlich ehemals Umgebindehaus, Obergeschoss Fachwerk, regelmäßige Ständerreihung, prächtiges Korbbogenportal, wichtig für Ortsbild, baugeschichtlich von Bedeutung | 09273418 |
| Weitere Bilder                          | Gasthaus „Am Buchberg“                                                                                     | Großschönauer Straße 3 (Karte)                  | Im Kern um 1800                                                | Vermutlich ehemals Umgebindehaus, Obergeschoss Fachwerk verschiefert, an Traufseite und rechtem Giebel aufwendige Schieferbildwände mit ausgefallenen Motiven, Sandstein-Türstock, baugeschichtlich von Bedeutung | 09273420 |
|                                         | Wohnhaus                                                                                                   | Großschönauer Straße 4 (Karte)                  | Bezeichnet mit 1780                                            | Vermutlich ehemaliges Umgebindehaus, Obergeschoss strebenreiches Fachwerk, ausgesprochen prächtiges Korbbogenportal im Rokoko-Stil, durch Hanglage wichtig für Ortsbild und Sichtbeziehung, baugeschichtlich von Bedeutung, das Portal von künstlerischer Bedeutung | 09273421 |
| Direkt Bild zu diesem Denkmal hochladen | Wohnhaus (Umgebinde)                                                                                       | Großschönauer Straße 5 (Karte)                  | Bezeichnet mit 1777                                            | Obergeschoss strebenreiches Fachwerk, profilierte Schwelle, schönes Korbbogenportal, baugeschichtlich von Bedeutung | 09273424 |
| Direkt Bild zu diesem Denkmal hochladen | Wohnhaus (Umgebinde)                                                                                       | Großschönauer Straße 6 (Karte)                  | Im Kern Ende 18. Jahrhundert                                   | Obergeschoss strebenreiches Fachwerk, die Giebel verbrettert, schlichter Segmentbogen-Türstock, schöner Dachhecht, ortsbildprägende Lage, baugeschichtlich von Bedeutung | 09273422 |
| Direkt Bild zu diesem Denkmal hochladen | Wohnhaus (Umgebinde) mit Seitenflügel                                                                      | Großschönauer Straße 7 (Karte)                  | Um 1800                                                        | Obergeschoss Fachwerk, teilweise verbrettert, Seitenflügel ebenfalls mit Umgebinde, baugeschichtlich von Bedeutung | 09273426 |
| Direkt Bild zu diesem Denkmal hochladen | Türstock eines Wohnhauses                                                                                  | Großschönauer Straße 8 (Karte)                  | Um 1770                                                        | Profilierter barocker Korbbogen-Türstock, einziges Holzportal im Ort (Seltenheitswert), handwerklich-künstlerisch von Bedeutung | 09273423 |
| Weitere Bilder                          | Wohnhaus (Umgebinde) mit integriertem Wirtschaftsteil                                                      | Großschönauer Straße 12 (Karte)                 | Bezeichnet mit 1815                                            | Obergeschoss strebenreiches Fachwerk, schönes Korbbogenportal mit klassizistischen Motiven, Dachhecht, Wohn-Stall-Scheune-Haus mit angebautem Schuppenteil (vierzonig), wirtschaftsgeschichtlich und baugeschichtlich von Bedeutung | 09273425 |
|                                         | Wohnhaus (Umgebinde)                                                                                       | Großschönauer Straße 13 (Karte)                 | Bezeichnet mit 1777                                            | Obergeschoss Fachwerk verbrettert, Umgebinde-Konstruktion mit Scheitelzapfen, prächtiges Korbbogenportal im Barock-Stil, verbrettertes Zwerchhaus im Dach, baugeschichtlich von Bedeutung, Portal auch künstlerisch von Bedeutung | 09273427 |
| Direkt Bild zu diesem Denkmal hochladen | Wohnhaus (mit zwei Hausnummern, Umgebinde bei Nr. 15a)                                                     | Großschönauer Straße 15, 15a (Karte)            | Um 1800                                                        | Obergeschoss Fachwerk, teilweise verbrettert, baugeschichtlich von Bedeutung | 09273428 |
| Direkt Bild zu diesem Denkmal hochladen | Wohnhaus (Umgebinde)                                                                                       | Großschönauer Straße 17 (Karte)                 | Im Kern Ende 17. Jahrhundert                                   | Eingeschossiges Umgebindehaus mit Kniestock, Giebel verschiefert, baugeschichtlich von Bedeutung | 09273429 |
| Weitere Bilder                          | Wohnhaus (Umgebinde)                                                                                       | Großschönauer Straße 19 (Karte)                 | Frühes 19. Jahrhundert                                         | Obergeschoss Fachwerk verbrettert bzw. verschiefert, profilierter Segmentbogen-Türstock, baugeschichtlich von Bedeutung | 09273430 |
| Weitere Bilder                          | Gasthaus „Zum Lindengarten“ (Umgebinde)                                                                    | Großschönauer Straße 21 (Karte)                 | Frühes 19. Jahrhundert                                         | Obergeschoss Fachwerk in regelmäßiger Ständerreihung, ein Giebel verschiefert, prächtiges Korbbogenportal im klassizistischen Stil, wichtig für das Ortsbild, baugeschichtlich von Bedeutung, das Portal künstlerisch von Bedeutung | 09273431 |
| Direkt Bild zu diesem Denkmal hochladen | Wohnhaus (Umgebinde)                                                                                       | Großschönauer Straße 22 (Karte)                 | Um 1860                                                        | Obergeschoss Fachwerk verbrettert, eine Giebelseite verschiefert, ortsbildprägende Lage, baugeschichtlich von Bedeutung | 09273435 |
| Direkt Bild zu diesem Denkmal hochladen | Wohnhaus (Umgebinde)                                                                                       | Großschönauer Straße 23 (Karte)                 | 1. Hälfte 19. Jahrhundert                                      | Obergeschoss Fachwerk verbrettert, baugeschichtlich von Bedeutung | 09273433 |
| Direkt Bild zu diesem Denkmal hochladen | Wohnhaus (Umgebinde) ohne Anbau                                                                            | Großschönauer Straße 24 (Karte)                 | Im Kern noch 18. Jahrhundert                                   | Obergeschoss Fachwerk, baugeschichtlich von Bedeutung | 09273437 |
|                                         | Wohnhaus (Umgebinde)                                                                                       | Großschönauer Straße 25 (Karte)                 | Bezeichnet mit 1836                                            | Obergeschoss Fachwerk, profilierter Türstock, baugeschichtlich von Bedeutung | 09273434 |
| Direkt Bild zu diesem Denkmal hochladen | Wohnhaus (Umgebinde)                                                                                       | Großschönauer Straße 28 (Karte)                 | 1. Hälfte 19. Jahrhundert, später verändert                    | Obergeschoss Fachwerk, profilierter Sandsteintürstock, baugeschichtlich von Bedeutung | 09273439 |
| Direkt Bild zu diesem Denkmal hochladen | Wohnhaus (Umgebinde) mit Anbau                                                                             | Großschönauer Straße 29 (Karte)                 | Mitte 18. Jahrhundert                                          | Obergeschoss Fachwerk verbrettert, baugeschichtlich von Bedeutung | 09273436 |
| Weitere Bilder                          | Wohnhaus (Umgebinde)                                                                                       | Großschönauer Straße 30 (Karte)                 | Um 1800                                                        | Obergeschoss Fachwerk, wichtig für Ortsbild und Sichtbeziehung, baugeschichtlich von Bedeutung | 09273442 |
| Direkt Bild zu diesem Denkmal hochladen | Wohnhaus                                                                                                   | Großschönauer Straße 31 (Karte)                 | Vermutlich bezeichnet mit 1817                                 | Obergeschoss Fachwerk, vermutlich ehemaliges Umgebindehaus, schönes Korbbogenportal, baugeschichtlich von Bedeutung | 09273438 |
| Weitere Bilder                          | Wohnhaus (Umgebinde)                                                                                       | Großschönauer Straße 32 (Karte)                 | 1. Hälfte 19. Jahrhundert                                      | Obergeschoss Fachwerk, baugeschichtlich von Bedeutung | 09273444 |
| Direkt Bild zu diesem Denkmal hochladen | Wohnhaus (Umgebinde)                                                                                       | Großschönauer Straße 33 (Karte)                 | Im Kern noch 18. Jahrhundert                                   | Obergeschoss Fachwerk mit verblatteten Fußstreben, Giebel verschiefert, Segmentbogen-Türstock, baugeschichtlich von Bedeutung | 09273449 |
|                                         | Wohnhaus (Umgebinde)                                                                                       | Großschönauer Straße 34 (Karte)                 | Bezeichnet mit 1832                                            | Eingeschossiges Umgebindehaus, verbrettertes Dachhäuschen, baugeschichtlich von Bedeutung | 09273445 |
|                                         | Wohnhaus (Umgebinde)                                                                                       | Großschönauer Straße 35 (Karte)                 | Um 1800                                                        | Obergeschoss Fachwerk, baugeschichtlich von Bedeutung | 09273440 |
| Weitere Bilder                          | Wohnstallhaus (Umgebinde) und Scheune eines Bauernhofes                                                    | Großschönauer Straße 37 (Karte)                 | Um 1700, später verändert                                      | Wohnhaus Obergeschoss Fachwerk, massive Scheune, ortsbildprägendes Gehöft, wirtschaftsgeschichtlich und baugeschichtlich von Bedeutung | 09273441 |
| Weitere Bilder                          | Gasthof „Gondelfahrt“ (Umgebinde) über winkelförmigem Grundriss                                            | Großschönauer Straße 38 (Karte)                 | 1890–1893                                                      | Gründerzeitgebäude, Obergeschoss Fachwerk mit zweifarbiger ornamentaler Ziegelausfachung, Giebel verbrettert, das flachgeneigte Satteldach im Schweizerstil, Umgebindehäuser aus dieser Zeit selten, ortsgeschichtlich und baugeschichtlich von Bedeutung | 09273446 |
|                                         | Wohnhaus (Umgebinde)                                                                                       | Großschönauer Straße 39 (Karte)                 | Bezeichnet mit 1809                                            | Obergeschoss Fachwerk, Korbbogenportal, wichtig für Ortsbild und als Blickfang, baugeschichtlich von Bedeutung | 09273443 |
| Direkt Bild zu diesem Denkmal hochladen | Wohnhaus (Umgebinde)                                                                                       | Großschönauer Straße 42 (Karte)                 | Um 1840                                                        | Eingeschossiges Umgebindehaus, baugeschichtlich von Bedeutung | 09273451 |
| Direkt Bild zu diesem Denkmal hochladen | Wohnhaus (Umgebinde)                                                                                       | Großschönauer Straße 43 (Karte)                 | 1. Hälfte 19. Jahrhundert                                      | Obergeschoss Fachwerk, Korbbogenportal, baugeschichtlich von Bedeutung | 09273447 |
| Direkt Bild zu diesem Denkmal hochladen | Wohnhaus (Umgebinde)                                                                                       | Großschönauer Straße 44 (Karte)                 | Um 1840                                                        | Eingeschossiges Umgebindehaus, Giebel verschiefert, kleiner Dachhecht flankiert von zwei Gaupen, baugeschichtlich von Bedeutung | 09273450 |
| Direkt Bild zu diesem Denkmal hochladen | Wohnhaus (Umgebinde)                                                                                       | Großschönauer Straße 45 (Karte)                 | Bezeichnet mit 1864, im Kern älter                             | Eingeschossiges Umgebindehaus mit Kniestock (Fachwerk mit Andreaskreuzen), baugeschichtlich von Bedeutung | 09273448 |
|                                         | Wohnhaus (Umgebinde)                                                                                       | Großschönauer Straße 48 (Karte)                 | Bezeichnet mit 1823                                            | Doppelstubenhaus, Obergeschoss Fachwerk, Korbbogenportal, baugeschichtlich von Bedeutung, heute Ferienhaus der landeskirchlichen Gemeinschaft | 09273453 |
| Direkt Bild zu diesem Denkmal hochladen | Wohnhaus (Umgebinde)                                                                                       | Großschönauer Straße 50 (Karte)                 | Bezeichnet mit 1865, im Kern 1832                              | Eingeschossiges Umgebindehaus mit Kniestock (Fachwerk mit Andreaskreuzen), kurzer Dachhecht, hübscher Sandsteintürstock, baugeschichtlich von Bedeutung | 09273455 |
| Direkt Bild zu diesem Denkmal hochladen | Wohnhaus (Umgebinde)                                                                                       | Großschönauer Straße 59 (Karte)                 | Bezeichnet mit 1841                                            | Eingeschossiges Umgebindehaus, baugeschichtlich von Bedeutung | 09273454 |
| Direkt Bild zu diesem Denkmal hochladen | Villa „Luginsland“                                                                                         | Großschönauer Straße 63 (Karte)                 | Um 1910                                                        | Im Reform- und Heimatstil der Zeit um 1905, Massivbau mit verbrettertem Giebel, Anbauten mit Fachwerk-Zwerchgiebel, an einer Giebelseite Loggien, baugeschichtlich von Bedeutung | 09273493 |
| Weitere Bilder                          | Gasthof „Dammschenke“ (Umgebinde)                                                                          | Großschönauer Straße 65 (Karte)                 | 1718                                                           | Obergeschoss Fachwerk verbrettert, im Dach verbrettertes Zwerchhaus, schwach profilierter Sandsteintürstock, ortsgeschichtlich und baugeschichtlich von Bedeutung | 09273486 |
| Direkt Bild zu diesem Denkmal hochladen | Wohnhaus (Umgebinde)                                                                                       | Hainstraße 1 (Karte)                            | Bezeichnet mit 1833                                            | Obergeschoss Fachwerk, eine Giebelseite verbrettert, profilierte Schwelle, aufwändiger Sandsteintürstock mit Keilstein-Kartusche, baugeschichtlich von Bedeutung | 09273570 |
| Weitere Bilder                          | Wohnstallhaus (Umgebinde)                                                                                  | Hainstraße 4 (Karte)                            | Bezeichnet mit 1829                                            | Mächtiges Gebäude von großer Tiefe, Obergeschoss Fachwerk mit verblatteten Fußstreben, Sandsteintürstock mit Keilstein-Kartusche, ortsbildprägende Lage, baugeschichtlich von Bedeutung | 09273569 |
| Direkt Bild zu diesem Denkmal hochladen | Wohnstallhaus (Umgebinde) mit Anbau                                                                        | Hainstraße 6 (Karte)                            | Bezeichnet mit 1847                                            | Obergeschoss Fachwerk, teilweise verbrettert, profilierter Sandsteintürstock mit Keilstein, Dachhecht, wichtig für Blickfang/Sichtbeziehung, baugeschichtlich von Bedeutung | 09273571 |
| Weitere Bilder                          | Gasthof „Schweizertal“                                                                                     | Hainstraße 7 (Karte)                            | Bezeichnet mit 1833                                            | Obergeschoss Fachwerk, schöner Sandsteintürstock, ortsgeschichtlich und baugeschichtlich von Bedeutung, ehemalige Bleiche | 09273576 |
| Weitere Bilder                          | Wohnhaus (Umgebinde)                                                                                       | Hainstraße 8 (Karte)                            | Im Kern 1. Hälfte 19. Jahrhundert                              | Obergeschoss Fachwerk mit Drempel, Giebelseite verbrettert, im Schweizerstil umgebaut, wichtig als Blickfang und für Sichtbeziehung, baugeschichtlich von Bedeutung | 09273572 |
| Direkt Bild zu diesem Denkmal hochladen | Wohnhaus (Umgebinde)                                                                                       | Hainstraße 10 (Karte)                           | 1. Hälfte 19. Jahrhundert                                      | Obergeschoss Fachwerk, teilweise verbrettert, baugeschichtlich von Bedeutung | 09273573 |
| Direkt Bild zu diesem Denkmal hochladen | Zollhaus, heute Wohnhaus                                                                                   | Hainstraße 11 (Karte)                           | Um 1900, im Kern vielleicht älter                              | Eingeschossiges massives Gründerzeitgebäude mit Drempel, Giebel und Zwerchhaus verbrettert, als Zollhaus von ortsgeschichtlicher Bedeutung | 09273579 |
| Weitere Bilder                          | Wohnhaus (Umgebinde) und angebaute Jugendherberge (mit Umgebinde)                                          | Hainstraße 14 (Karte)                           | Altbau 1. Hälfte 19. Jahrhundert; Neubau um 1935               | Altbau: Obergeschoss Fachwerk verbrettert, Dachhecht, Neubau: als Doppelstubenhaus mit umlaufendem Umgebinde im Heimatstil der 1920er/1930er Jahre errichtet, Jugendherberge in ungewöhnlicher Gestaltung, baugeschichtlich von Bedeutung | 09273574 |
| Weitere Bilder                          | Wohnstallhaus (Umgebinde) mit integriertem Wirtschaftsteil und Anbau                                       | Hainstraße 16 (Karte)                           | Bezeichnet mit 1797                                            | Obergeschoss strebenreiches Fachwerk, teilweise verbrettert, schönes Korbbogenportal, baugeschichtlich von Bedeutung | 09273575 |
|                                         | Wohnstallhaus (Umgebinde) mit integriertem Wirtschaftsteil                                                 | Hainstraße 17 (Karte)                           | 1. Hälfte 19. Jahrhundert                                      | Obergeschoss Fachwerk, Giebelseite verbrettert, baugeschichtlich von Bedeutung | 09273577 |
| Direkt Bild zu diesem Denkmal hochladen | Wohnhaus (Umgebinde)                                                                                       | Hainstraße 18 (Karte)                           | Um 1800                                                        | Eingeschossiges Umgebindehaus mit Kniestock, Giebel verkleidet, baugeschichtlich von Bedeutung | 09273578 |
| Direkt Bild zu diesem Denkmal hochladen | Wohnhaus                                                                                                   | Hainstraße 19 (Karte)                           | Laut Auskunft 1879                                             | Gründerzeitlicher Putzbau, Anklänge an den Schweizerstil, wichtig für Sichtbeziehung, baugeschichtlich von Bedeutung | 09273580 |
|                                         | Zwei Fabrikationsgebäude für die Mühlsteinherstellung in den Mühlsteinbrüchen                              | Hainstraße 20, 22 (Karte)                       | 19. Jahrhundert, später verändert                              | Nach dem Ersten Weltkrieg und der Einstellung der Mühlsteinherstellung Umrüstung zur Jugendherberge, Holzkonstruktionen, orts-, wirtschafts- und technikgeschichtlich von Bedeutung | 09303545 |
| Direkt Bild zu diesem Denkmal hochladen | Wohnhaus (Umgebinde)                                                                                       | Hainstraße 21 (Karte)                           | Laut Auskunft 1840                                             | Obergeschoss Fachwerk verbrettert, baugeschichtlich von Bedeutung | 09273584 |
| Weitere Bilder                          | Altes Wiegehaus: Wohnhaus (Umgebinde)                                                                      | Hainstraße 29 (Karte)                           | 1. Hälfte 19. Jahrhundert                                      | Eingeschossiges Umgebindehaus, ursprünglich altes Wiegehaus mit Zwei-Joch-Blockstube, heute als kleines Wohnhaus genutzt, baugeschichtlich und ortsgeschichtlich von Bedeutung | 09273586 |
|                                         | Wohnstallhaus (Umgebinde) mit integriertem Wirtschaftsteil, ohne massiven Vorbau                           | Hainstraße 31 (Karte)                           | 1. Hälfte 19. Jahrhundert                                      | Obergeschoss Fachwerk verbrettert, baugeschichtlich von Bedeutung | 09273585 |
| Weitere Bilder                          | Wohnhaus (Umgebinde) mit Seitenflügel (Bertsdorfer Bleiche)                                                | Hänischmühe 2 (Karte)                           | Um 1700                                                        | Obergeschoss Fachwerk, zum Teil verbrettert, Dachhecht, schönes Korbbogenportal im Barockstil, baugeschichtlich und ortsgeschichtlich von Bedeutung, Stammgebäude der Bertsdorfer Bleichen, das Portal auch künstlerisch von Bedeutung | 09273644 |
| Weitere Bilder                          | Wohnhaus (Umgebinde)                                                                                       | Hänischmühe 3 (Karte)                           | Bezeichnet mit 1803                                            | Obergeschoss Fachwerk, teilweise verbrettert, schönes Korbbogenportal, Dachhecht, zur Straße verbretterte Oberlaube (Seltenheitswert), baugeschichtlich von Bedeutung | 09273645 |
|                                         | Wohnhaus (Umgebinde) mit Anbau                                                                             | Hänischmühe 4 (Karte)                           | Bezeichnet mit 1794                                            | Obergeschoss Fachwerk, zum Teil verbrettert, profilierter Sandsteintürstock, baugeschichtlich von Bedeutung | 09273646 |
|                                         | Wohnhaus (Umgebinde)                                                                                       | Hänischmühe 5 (Karte)                           | Vermutlich 1. Hälfte 19. Jahrhundert                           | Obergeschoss Fachwerk verbrettert, Krüppelwalmdach mit zwei Fledermausgaupen, baugeschichtlich von Bedeutung | 09273647 |
| Weitere Bilder                          | Wohnhaus (Umgebinde) mit angebautem Seitengebäude über hakenförmigem Grundriss eines Bauernhofes           | Hänischmühe 19 (Karte)                          | Bezeichnet mit 1812                                            | Wohnhaus Obergeschoss Fachwerk, schönes Korbbogenportal, Seitengebäude ebenfalls mit Fachwerk-Obergeschoss, baugeschichtlich von Bedeutung | 09273648 |
|                                         | Ehemaliges Wohnstallhaus (Umgebinde) eines Bauernhofes                                                     | Hänischmühe 21 (Karte)                          | Bezeichnet mit 1791                                            | Obergeschoss Fachwerk, teilweise verbrettert, schönes Korbbogenportal, baugeschichtlich von Bedeutung | 09273649 |
| Direkt Bild zu diesem Denkmal hochladen | Wohnhaus (Umgebinde) mit Anbau                                                                             | Hänischmühe 24 (Karte)                          | Bezeichnet mit 1787                                            | Obergeschoss Fachwerk mit Zierverbretterung, prächtiger Sandsteintürstock hinter Vorhäuschen, Satteldach mit fünf Fledermausgaupen, ortsgeschichtlich und baugeschichtlich von Bedeutung, erste Wirkungsstätte von Bleichermeister J. G. Hänisch | 09273652 |
| Direkt Bild zu diesem Denkmal hochladen | Scheune (quer zum Wohnhaus angebaut) eines Bauernhofs                                                      | Hänischmühe 25 (Karte)                          | Bezeichnet mit 1805                                            | Fachwerkscheune mit Kreuzstreben, Seltenheitswert, wirtschaftsgeschichtlich und baugeschichtlich von Bedeutung | 09273651 |
| Direkt Bild zu diesem Denkmal hochladen | Portal eines Wohnhauses                                                                                    | Hänischmühe 26 (Karte)                          | Bezeichnet mit 1795                                            | Barocker Sandsteintürstock, aufwendig profiliert und kräftig ornamentiert, künstlerisch von Bedeutung | 09273650 |
| Direkt Bild zu diesem Denkmal hochladen | Wohnhaus (Umgebinde)                                                                                       | Hohlsteinweg 4 (Karte)                          | Vermutlich um 1800                                             | Eingeschossiges Umgebindehaus, kurzer Dachhecht, baugeschichtlich von Bedeutung | 09273546 |
|                                         | Wohnhaus (Umgebinde)                                                                                       | Hohlsteinweg 8 (Karte)                          | Um 1800                                                        | Eingeschossiges Umgebindehaus, Giebel verbrettert, baugeschichtlich von Bedeutung | 09273548 |
| Direkt Bild zu diesem Denkmal hochladen | Wohnhaus (Umgebinde)                                                                                       | Hohlsteinweg 9 (Karte)                          | Um 1800                                                        | Eingeschossiges Umgebindehaus, baugeschichtlich von Bedeutung | 09273547 |
| Direkt Bild zu diesem Denkmal hochladen | Wohnhaus (Umgebinde)                                                                                       | Hohlsteinweg 10 (Karte)                         | Um 1800                                                        | Eingeschossiges Umgebindehaus, Giebel verbrettert, baugeschichtlich von Bedeutung | 09273551 |
| Direkt Bild zu diesem Denkmal hochladen | Wohnhaus (Umgebinde)                                                                                       | Hohlsteinweg 15 (Karte)                         | Um 1800                                                        | Eingeschossiges Umgebindehaus, baugeschichtlich von Bedeutung | 09273549 |
|                                         | Wohnhaus (Haus „Siebenbürgen“)                                                                             | Hohlsteinweg 16 (Karte)                         | 1928–1929                                                      | Blockhaus, Holz-Typenhaus der Firma Christoph & Unmack in Niesky, im traditionalistischen Stil der 1920er Jahre, baugeschichtlich von Bedeutung | 09273553 |
|                                         | Wohnhaus (Umgebinde)                                                                                       | Hohlsteinweg 21 (Karte)                         | Im Kern um 1800                                                | Obergeschoss Fachwerk, baugeschichtlich von Bedeutung | 09273550 |
| Direkt Bild zu diesem Denkmal hochladen | Ehemaliges Wohnstallhaus (Umgebinde)                                                                       | Hohlsteinweg 24 (Karte)                         | Bezeichnet mit 1878, im Kern älter                             | Obergeschoss Fachwerk, eine Giebelseite verbrettert, profilierter Sandsteintürstock, baugeschichtlich von Bedeutung | 09273554 |
| Direkt Bild zu diesem Denkmal hochladen | Wohnhaus (Umgebinde)                                                                                       | Hohlsteinweg 26 (Karte)                         | Um 1880/1890                                                   | Obergeschoss Fachwerk verbrettert, wichtig für Blickbeziehung und Ortsbild, baugeschichtlich von Bedeutung | 09273557 |
| Direkt Bild zu diesem Denkmal hochladen | Wohnhaus (Umgebinde)                                                                                       | Hohlsteinweg 27 (Karte)                         | Um 1870                                                        | Eingeschossiges Umgebindehaus, Giebel verbrettert, Dachhecht, baugeschichtlich von Bedeutung | 09273555 |
| Direkt Bild zu diesem Denkmal hochladen | Wohnhaus (Umgebinde)                                                                                       | Hohlsteinweg 28 (Karte)                         | 2. Hälfte 19. Jahrhundert                                      | Obergeschoss Fachwerk, ortsbildprägend, baugeschichtlich von Bedeutung | 09273560 |
| Direkt Bild zu diesem Denkmal hochladen | Wohnhaus (Umgebinde)                                                                                       | Hohlsteinweg 31 (Karte)                         | Um 1850                                                        | Obergeschoss Fachwerk, teilweise verbrettert, wichtig als Blickfang, für Sichtbeziehung und Ortsbild, baugeschichtlich von Bedeutung | 09273556 |
| Direkt Bild zu diesem Denkmal hochladen | Wohnhaus (Umgebinde)                                                                                       | Hohlsteinweg 33 (Karte)                         | Mitte 19. Jahrhundert                                          | Obergeschoss Fachwerk, wichtig als Blickfang, für Sichtbeziehung und Ortsbild, baugeschichtlich von Bedeutung | 09273558 |
| Direkt Bild zu diesem Denkmal hochladen | Wohnhaus (Umgebinde)                                                                                       | Im Wiesental 7 (Karte)                          | 18. Jahrhundert                                                | Eingeschossiges Umgebindehaus, Giebel verbrettert, kurzer Dachhecht, baugeschichtlich von Bedeutung | 09273501 |
| Direkt Bild zu diesem Denkmal hochladen | Wohnhaus (Umgebinde)                                                                                       | Im Wiesental 8 (Karte)                          | Um 1800                                                        | Eingeschossiges Umgebindehaus, baugeschichtlich von Bedeutung | 09273500 |
| Direkt Bild zu diesem Denkmal hochladen | Wohnhaus (Umgebinde)                                                                                       | Kammsteinweg 1 (Karte)                          | Nach 1800                                                      | Eingeschossiges Umgebindehaus, Giebel verbrettert, baugeschichtlich von Bedeutung | 09273496 |
| Direkt Bild zu diesem Denkmal hochladen | Wohnhaus (Umgebinde)                                                                                       | Kammweg 2 (Karte)                               | 1. Hälfte 19. Jahrhundert                                      | Eingeschossiges Doppelstubenhaus, Giebel verbrettert, baugeschichtlich von Bedeutung | 09273497 |
| Direkt Bild zu diesem Denkmal hochladen | Wohnhaus (Umgebinde)                                                                                       | Kammweg 3 (Karte)                               | 1. Hälfte 19. Jahrhundert                                      | Eingeschossiges Umgebindehaus mit Kniestock, Dachhecht, baugeschichtlich von Bedeutung | 09273499 |
| Direkt Bild zu diesem Denkmal hochladen | Wohnhaus (Umgebinde)                                                                                       | Kammweg 4 (Karte)                               | 1. Hälfte 19. Jahrhundert                                      | Eingeschossiges Umgebindehaus mit Kniestock, Giebel verbrettert, baugeschichtlich von Bedeutung | 09273498 |
| Weitere Bilder                          | Wohnhaus (Umgebinde)                                                                                       | Kleine Seite 1 (Karte)                          | Um 1800                                                        | Eingeschossiges Umgebindehaus, baugeschichtlich von Bedeutung | 09273478 |
| Direkt Bild zu diesem Denkmal hochladen | Wohnhaus (Umgebinde)                                                                                       | Kleine Seite 7 (Karte)                          | Im Kern Ende 18. Jahrhundert                                   | Eingeschossiges Umgebindehaus mit Kniestock, baugeschichtlich von Bedeutung | 09273480 |
| Direkt Bild zu diesem Denkmal hochladen | Wohnhaus (Umgebinde)                                                                                       | Kleine Seite 13 (Karte)                         | Bezeichnet mit 1843                                            | Obergeschoss Fachwerk verbrettert, profilierter Sandsteintürstock, baugeschichtlich von Bedeutung | 09273481 |
|                                         | Wohnhaus (Umgebinde)                                                                                       | Kleine Seite 15 (Karte)                         | Im Kern Ende 18. Jahrhundert                                   | Doppelstubenhaus, Obergeschoss Fachwerk verbrettert, baugeschichtlich von Bedeutung | 09273482 |
| Direkt Bild zu diesem Denkmal hochladen | Wohnhaus (Umgebinde)                                                                                       | Kleine Seite 17 (Karte)                         | 1. Hälfte 19. Jahrhundert                                      | Obergeschoss Fachwerk verbrettert, baugeschichtlich von Bedeutung | 09273483 |
|                                         | Wohnhaus (Umgebinde)                                                                                       | Kleine Seite 21 (Karte)                         | Im Kern Ende 18. Jahrhundert                                   | Obergeschoss Fachwerk verbrettert, baugeschichtlich von Bedeutung | 09273484 |
|                                         | Wohnhaus (Umgebinde)                                                                                       | Kleine Seite 23 (Karte)                         | Bezeichnet mit 1839                                            | Obergeschoss Fachwerk, profilierter Sandsteintürstock, baugeschichtlich von Bedeutung | 09273485 |
| Direkt Bild zu diesem Denkmal hochladen | Wohnhaus (Umgebinde)                                                                                       | Kroatzbeerwinkel 1 (Karte)                      | Bezeichnet mit 1825                                            | Obergeschoss Fachwerk, profilierter Sandsteintürstock, baugeschichtlich von Bedeutung | 09273582 |
|                                         | Kreuzbruderheim: Wohnhaus (Umgebinde) in den Mühlsteinbrüchen                                              | Kroatzbeerwinkel 2 (Karte)                      | Bezeichnet mit 1833                                            | Tafel mit Inschrift: Kreuzbruderheim, 1580–1911 Verwaltung der Mühlsteinbrüche, bezeichnet 1833 im Türstock, Obergeschoss Fachwerk verbrettert, profilierter schöner Sandsteintürstock mit Kartusche, ortsbildprägendes Gebäude, baugeschichtlich von Bedeutung | 09273581 |
| Direkt Bild zu diesem Denkmal hochladen | Wohnhaus (Umgebinde)                                                                                       | Kroatzbeerwinkel 8 (Karte)                      | 18. Jahrhundert                                                | Eingeschossiges Umgebindehaus mit Kniestock (Fachwerk mit Andreaskreuzen), einziger vollständig erhaltener Drempelgeschossbau in Jonsdorf, baugeschichtlich von Bedeutung | 09273583 |
| Direkt Bild zu diesem Denkmal hochladen | Wohnhaus, zeitweise Jugendherberge                                                                         | Lauscheweg 8 (Karte)                            | 1948                                                           | Im Heimatstil, Bruchsteinbau mit Fachwerkgiebeln, baugeschichtlich von Bedeutung | 09273432 |
| Direkt Bild zu diesem Denkmal hochladen | Wohnhaus (Umgebinde)                                                                                       | Lindenweg 2 (Karte)                             | Ende 18. Jahrhundert                                           | Eingeschossiges Umgebindehaus, Giebel verbrettert, Dachhecht, baugeschichtlich von Bedeutung | 09273508 |
|                                         | Wohnhaus (Umgebinde)                                                                                       | Lindenweg 3 (Karte)                             | Um 1800                                                        | Eingeschossiges Umgebindehaus mit Kniestock, Giebel und Kniestock verbrettert, baugeschichtlich von Bedeutung | 09273507 |
|                                         | Wohnhaus (Umgebinde)                                                                                       | Lindenweg 5 (Karte)                             | Bezeichnet mit 1839                                            | Eingeschossiges Umgebindehaus, profilierter Sandsteintürstock, baugeschichtlich von Bedeutung | 09273506 |
| Direkt Bild zu diesem Denkmal hochladen | Wohnhaus (Umgebinde)                                                                                       | Lindenweg 6 (Karte)                             | 1. Hälfte 19. Jahrhundert, später verändert                    | Obergeschoss Fachwerk verbrettert, baugeschichtlich von Bedeutung | 09273505 |
|                                         | Wohnhaus (Umgebinde)                                                                                       | Lindenweg 7 (Karte)                             | Im Kern noch 18. Jahrhundert                                   | Eingeschossiges Umgebindehaus mit Kniestock, baugeschichtlich von Bedeutung | 09273504 |
| Weitere Bilder                          | Wohnhaus (Umgebinde)                                                                                       | Lindenweg 9 (Karte)                             | 2. Hälfte 18. Jahrhundert                                      | Eingeschossiges Umgebindehaus, Dachhecht, baugeschichtlich von Bedeutung | 09273503 |
| Direkt Bild zu diesem Denkmal hochladen | Wohnhaus (Umgebinde)                                                                                       | Lindenweg 17 (Karte)                            | Um 1800                                                        | Eingeschossiges Umgebindehaus, baugeschichtlich von Bedeutung | 09273502 |
|                                         | Wohnhaushälfte (Umgebinde)                                                                                 | Mühlbergweg 2 (Karte)                           | Um 1800                                                        | Obergeschoss Fachwerk, Dachhecht, wichtig für Sichtbeziehung und Ortsbild, baugeschichtlich von Bedeutung | 09273492 |
| Weitere Bilder                          | Wohnstallhaus (Umgebinde) mit integriertem Wirtschaftsteil                                                 | Mühlbergweg 3 (Karte)                           | Im Kern um 1700                                                | Obergeschoss Fachwerk verbrettert, Sandsteintürstock mit ausgefallener Ornamentik, baugeschichtlich von Bedeutung | 09273490 |
| Weitere Bilder                          | Wohnhaus (Umgebinde) und Seitengebäude                                                                     | Mühlbergweg 5 (Karte)                           | Bezeichnet mit 1837                                            | Doppelstubenhaus, Obergeschoss Fachwerk, ein Giebel zweifarbig verschiefert, schöner Sandsteintürstock, Seitengebäude mit Fachwerk-Obergeschoss, wichtig für Sichtbeziehung und Ortsbild, baugeschichtlich von Bedeutung | 09273491 |
| Direkt Bild zu diesem Denkmal hochladen | Wohnhaus (Umgebinde)                                                                                       | Mühlbergweg 19 (Karte)                          | Im Kern 18. Jahrhundert                                        | Obergeschoss Fachwerk, teilweise verbrettert und verschiefert, baugeschichtlich von Bedeutung | 09273495 |
| Direkt Bild zu diesem Denkmal hochladen | Kriegerdenkmal für die Gefallenen des Ersten Weltkrieges                                                   | Peters Hübel (Karte)                            | 1926                                                           | Übermächtiges Sandsteinkreuz auf riesigem Postament, vom Dresdner Architekten Karl Julius Schurig gestaltet, ortsgeschichtlich von Bedeutung | 09300796 |
| Direkt Bild zu diesem Denkmal hochladen | Wohnhaus (Umgebinde)                                                                                       | Peters Hübel 3 (Karte)                          | Bezeichnet mit 1826                                            | Obergeschoss Fachwerk, Sandsteintürstock profiliert, baugeschichtlich von Bedeutung | 09273587 |
| Direkt Bild zu diesem Denkmal hochladen | Wohnhaus (Umgebinde)                                                                                       | Peters Hübel 7 (Karte)                          | Mitte 18. Jahrhundert                                          | Obergeschoss strebenreiches Fachwerk, profilierte Schwelle (Kielbogenkerbschnittprofil), baugeschichtlich von Bedeutung | 09273588 |
| Direkt Bild zu diesem Denkmal hochladen | Wohnhaus (Umgebinde)                                                                                       | Peters Hübel 9 (Karte)                          | Bezeichnet mit 1824                                            | Obergeschoss Fachwerk, Giebelseite verbrettert, profilierte Schwelle, Korbbogenportal, baugeschichtlich von Bedeutung | 09273589 |
| Direkt Bild zu diesem Denkmal hochladen | Wohnhaus (Umgebinde)                                                                                       | Peters Hübel 10 (Karte)                         | Bezeichnet mit 1730                                            | Alte Schmiede, Obergeschoss Fachwerk verbrettert, ortsgeschichtlich und baugeschichtlich von Bedeutung | 09273592 |
| Direkt Bild zu diesem Denkmal hochladen | Wohnhaus (Umgebinde)                                                                                       | Peters Hübel 11 (Karte)                         | Um 1860/70, im Kern älter                                      | Obergeschoss Fachwerk, baugeschichtlich von Bedeutung | 09273590 |
| Direkt Bild zu diesem Denkmal hochladen | Wohnhaus (Umgebinde)                                                                                       | Peters Hübel 12 (Karte)                         | Bezeichnet mit 1829                                            | Obergeschoss Fachwerk, weitgehend im ursprünglichen Zustand erhalten, baugeschichtlich von Bedeutung | 09273591 |
| Direkt Bild zu diesem Denkmal hochladen | Haus „Seemanns-Ruh“: Wohnhaus (Umgebinde)                                                                  | Peters Hübel 13 (Karte)                         | Um 1905                                                        | Erdgeschoss in zyklopischem Bruchstein, Obergeschoss Umgebinde, Variante des Heimatstils, sehr individuell gestaltet, baugeschichtlich bedeutsam, selten | 09303790 |
| Direkt Bild zu diesem Denkmal hochladen | Wohnhaus (Umgebinde)                                                                                       | Peters Hübel 14 (Karte)                         | 1. Hälfte 19. Jahrhundert                                      | Obergeschoss Fachwerk, baugeschichtlich von Bedeutung | 09273594 |
| Direkt Bild zu diesem Denkmal hochladen | Wohnhaus (Umgebinde)                                                                                       | Peters Hübel 19 (Karte)                         | 1. Hälfte 19. Jahrhundert                                      | Obergeschoss Fachwerk verbrettert bzw. verschiefert, ein Giebel ornamental verschiefert, Segmentbogen-Türstock, baugeschichtlich von Bedeutung | 09273593 |
| Direkt Bild zu diesem Denkmal hochladen | Wohnhaus (Umgebinde)                                                                                       | Peters Hübel 23 (Karte)                         | Bezeichnet mit 1864                                            | Obergeschoss Fachwerk verkleidet, profilierter Sandsteintürstock, baugeschichtlich von Bedeutung | 09273595 |
| Direkt Bild zu diesem Denkmal hochladen | Wohnhaus (Umgebinde)                                                                                       | Peters Hübel 25 (Karte)                         | Bezeichnet mit 1851                                            | Obergeschoss Fachwerk, profilierter Sandsteintürstock, baugeschichtlich von Bedeutung | 09273596 |
| Weitere Bilder                          | Rengermühle mit angebautem Nebengebäude                                                                    | Peters Hübel 27 (Karte)                         | 1. Hälfte 19. Jahrhundert                                      | Obergeschoss Fachwerk verbrettert, ortsbildprägende Lage, baugeschichtlich von Bedeutung, als Mühle auch von ortsgeschichtlicher Bedeutung | 08992091 |
| Direkt Bild zu diesem Denkmal hochladen | Wohnstallhaus (Umgebinde) mit integriertem Wirtschaftsteil eines Bauernhofes                               | Pochebachweg 2 (Karte)                          | Bezeichnet mit 1754                                            | Obergeschoss Fachwerk verbrettert, Giebelseite verschiefert, schönes Korbbogenportal, baugeschichtlich von Bedeutung | 09273468 |
| Direkt Bild zu diesem Denkmal hochladen | Wohnhaus (Umgebinde)                                                                                       | Pochebachweg 3 (Karte)                          | Ende 18. Jahrhundert                                           | Obergeschoss Fachwerk, teilweise verbrettert, baugeschichtlich von Bedeutung | 09273463 |
| Direkt Bild zu diesem Denkmal hochladen | Wohnhaus (Umgebinde)                                                                                       | Pochebachweg 4 (Karte)                          | Um 1800                                                        | Obergeschoss Fachwerk verbrettert, baugeschichtlich von Bedeutung | 09273467 |
| Weitere Bilder                          | Wohnhaus (Umgebinde) mit Seitenflügel                                                                      | Pochebachweg 5 (Karte)                          | Um 1800                                                        | Obergeschoss Fachwerk mit verblatteten Fußstreben, eine Giebelseite zweifarbig verschiefert, Schwelle mit Kielbogenkerbschnitt-Profil, baugeschichtlich von Bedeutung | 09273462 |
| Direkt Bild zu diesem Denkmal hochladen | Wohnhaus (Umgebinde)                                                                                       | Pochebachweg 6 (Karte)                          | Um 1800                                                        | Obergeschoss Fachwerk, teilweise verbrettert, teilweise zweifarbig verschiefert, baugeschichtlich von Bedeutung | 09273466 |
| Direkt Bild zu diesem Denkmal hochladen | Wohnhaus (Umgebinde)                                                                                       | Pochebachweg 7 (Karte)                          | Bezeichnet mit 1782, später verändert                          | Doppelstubenhaus, Obergeschoss Fachwerk, schlichtes Korbbogenportal, baugeschichtlich von Bedeutung | 09273460 |
| Direkt Bild zu diesem Denkmal hochladen | Wohnhaus (Umgebinde)                                                                                       | Pochebachweg 10 (Karte)                         | Um 1800                                                        | Obergeschoss Fachwerk, baugeschichtlich von Bedeutung | 09273464 |
| Direkt Bild zu diesem Denkmal hochladen | Wohnhaus (Umgebinde)                                                                                       | Pochebachweg 11 (Karte)                         | 2. Hälfte 18. Jahrhundert                                      | Eingeschossiges Umgebindehaus, baugeschichtlich von Bedeutung | 09273459 |
|                                         | Wohnhaus (Umgebinde) mit Sonnenuhr                                                                         | Pochebachweg 12 (Karte)                         | Um 1800 (Wohnhaus); 1817 (Sonnenuhr)                           | Obergeschoss Fachwerk verkleidet, baugeschichtlich von Bedeutung, ortsbildprägende Lage, traufseitig im Obergeschoss des Wohnhauses Sonnenuhr mit ortshistorischem Motiv | 09273461 |
| Direkt Bild zu diesem Denkmal hochladen | Wohnhaus                                                                                                   | Pochebachweg 13 (Karte)                         | 1756                                                           | Ehemaliges Umgebindehaus, Obergeschoss Fachwerk mit verblatteten Fußstreben, baugeschichtlich von Bedeutung | 09273458 |
| Direkt Bild zu diesem Denkmal hochladen | Wohnhaus (Umgebinde)                                                                                       | Pochebachweg 15 (Karte)                         | 1786                                                           | Eingeschossiges Umgebindehaus mit Kniestock (Fachwerk mit Andreaskreuzen), baugeschichtlich von Bedeutung | 09273457 |
| Direkt Bild zu diesem Denkmal hochladen | Wohnhaus (Umgebinde)                                                                                       | Pochebachweg 17 (Karte)                         | Im Kern vermutlich 2. Hälfte 17. Jahrhundert                   | Eingeschossiges Umgebindehaus mit Kniestock, baugeschichtlich von Bedeutung | 09273456 |
| Direkt Bild zu diesem Denkmal hochladen | Wohnhaus, mit Anbau                                                                                        | Steinbüschelweg 10 (Karte)                      | 1. Hälfte 19. Jahrhundert                                      | Obergeschoss Fachwerk, teilweise verkleidet, Blickbeziehung wichtig für Ortsbild, baugeschichtlich von Bedeutung | 09273598 |
| Direkt Bild zu diesem Denkmal hochladen | Wohnhaus (Umgebinde)                                                                                       | Steinbüschelweg 12 (Karte)                      | Vermutlich Ende 18. Jahrhundert                                | Obergeschoss strebenreiches Fachwerk, Giebelseite verbrettert, baugeschichtlich von Bedeutung | 09273597 |
|                                         | Wohnhaus (Umgebinde)                                                                                       | Talweg 1 (Karte)                                | 2. Hälfte 19. Jahrhundert                                      | Obergeschoss Fachwerk, schwach profilierte Schwelle, schöner Sandsteintürstock, baugeschichtlich von Bedeutung | 09273562 |
|                                         | Wohnhaus (Umgebinde)                                                                                       | Talweg 2 (Karte)                                | Um 1790                                                        | Obergeschoss Fachwerk mit verblatteten Fußstreben, Giebel verbrettert, wichtig für Ortsbild/Sichtbeziehung, Blickfang, baugeschichtlich von Bedeutung | 09273568 |
|                                         | Wohnhaus (Umgebinde)                                                                                       | Talweg 4 (Karte)                                | Bezeichnet mit 1792                                            | Obergeschoss Fachwerk verschiefert, Umgebinde-Konstruktion mit Scheitelzapfen, baugeschichtlich von Bedeutung | 09273567 |
|                                         | Doppelwohnhaus (rechts Umgebinde)                                                                          | Talweg 6, 8 (Karte)                             | Im Kern Mitte 19. Jahrhundert                                  | Obergeschoss Fachwerk verbrettert, baugeschichtlich von Bedeutung | 09273566 |
|                                         | Wohnhaus (Umgebinde) mit Anbau                                                                             | Talweg 10 (Karte)                               | Mitte 19. Jahrhundert                                          | Obergeschoss Fachwerk, an der Rückseite mit verblatteten Fußstreben, Giebel ornamental verschiefert, baugeschichtlich von Bedeutung | 09273565 |
| Direkt Bild zu diesem Denkmal hochladen | Wohnhaus (Umgebinde)                                                                                       | Talweg 12 (Karte)                               | Bezeichnet mit 1839                                            | Obergeschoss Fachwerk, Giebelseite zweifarbig verschiefert, profilierter Sandsteintürstock, baugeschichtlich von Bedeutung | 09273564 |
|                                         | Wohnhaus (Umgebinde)                                                                                       | Talweg 14 (Karte)                               | Um 1850                                                        | Obergeschoss Fachwerk zweifarbig verschiefert, baugeschichtlich von Bedeutung | 09273563 |
|                                         | Wohnhaus (Umgebinde)                                                                                       | Talweg 16 (Karte)                               | Bezeichnet mit 1860                                            | Obergeschoss Fachwerk verbrettert, ein Giebel verschiefert, profilierter Sandsteintürstock, Dachhecht, baugeschichtlich von Bedeutung | 09273561 |
|                                         | Wohnhaus (Umgebinde)                                                                                       | Talweg 18 (Karte)                               | Noch 18. Jahrhundert                                           | Obergeschoss Fachwerk mit verblatteten Fußstreben, Giebelseite verschiefert, Holztürstock, baugeschichtlich von Bedeutung | 09273559 |
|                                         | Gedenkstein                                                                                                | Zittauer Straße (gegenüber Nr. 3 und 5) (Karte) | Bezeichnet mit 1840                                            | Erinnerungsstein für Bleichermeister Johann Gottlieb Hänisch (betreffend Anlegung der Bleichen 1773), ortsgeschichtlich von Bedeutung | 09273629 |
| Weitere Bilder                          | Haltepunkt mit Empfangsgebäude und Wartehalle (ehemaliges Stellwerk), Einzeldenkmal zu ID-Nr. 08992538     | Zittauer Straße 1 (Karte)                       | 1910                                                           | Einzeldenkmal der Sachgesamtheit Schmalspurbahn Zittau-Oybin-Jonsdorf; baugeschichtlich, verkehrshistorisch und technikgeschichtlich von Bedeutung, Haltestelle mit Empfangsgebäude im Heimatstil, Holzbauten von 1910 in Art von Umgebindehäusern | 09273220 |
| Direkt Bild zu diesem Denkmal hochladen | Wohnhaus                                                                                                   | Zittauer Straße 3 (Karte)                       | Bezeichnet mit 1802                                            | Obergeschoss Fachwerk, ehemaliges Umgebindehaus, schönes Korbbogenportal mit klassizistischen Motiven, profilierte und ornamentierte Sandsteinfenstergewände, Satteldach mit drei typischen Jonsdorfer Fledermausgaupen, baugeschichtlich von Bedeutung, Portal auch künstlerisch von Bedeutung | 09273628 |
|                                         | Gasthof „Weißer Stein“ (Umgebinde) mit Veranda-Anbau                                                       | Zittauer Straße 4 (Karte)                       | Um 1870                                                        | Obergeschoss Fachwerk, Segmentbogen-Türstock, Anklänge an den Schweizerstil, baugeschichtlich von Bedeutung | 09273627 |
|                                         | Wohnhaus                                                                                                   | Zittauer Straße 5 (Karte)                       | Bezeichnet mit 1847                                            | Obergeschoss Fachwerk mit Drempel, ein Giebel verbrettert, ehemaliges Umgebindehaus, schöner Sandsteintürstock, aufwendiger Dachhecht, Anklänge an den Schweizerstil, baugeschichtlich von Bedeutung | 09273630 |
| Direkt Bild zu diesem Denkmal hochladen | Wohnhaus (Umgebinde), ohne Vorbau                                                                          | Zittauer Straße 7 (Karte)                       | Vermutlich 1. Hälfte 19. Jahrhundert                           | Obergeschoss Fachwerk, Segmentbogen-Türstock, kurzer Dachhecht, baugeschichtlich von Bedeutung | 09273626 |
|                                         | Wohnhaus (Umgebindehaus)                                                                                   | Zittauer Straße 9 (Karte)                       | Bezeichnet mit 1828                                            | Obergeschoss Fachwerk, Schwelle profiliert, ausgesprochen prächtiger, klassizistischer Sandsteintürstock mit Vorhang-Motiven, baugeschichtlich von Bedeutung | 09273625 |
| Direkt Bild zu diesem Denkmal hochladen | Wohnhaus (Umgebinde)                                                                                       | Zittauer Straße 11 (Karte)                      | Bezeichnet mit 1835, im Kern 18. Jahrhundert                   | Obergeschoss Fachwerk, am Giebel mit verblatteten Fußstreben, ausgesprochen prächtiger, klassizistischer Sandsteintürstock mit Vorhang-Motiven, baugeschichtlich von Bedeutung | 09273624 |
| Weitere Bilder                          | Wohnhaus (Umgebinde)                                                                                       | Zittauer Straße 13 (Karte)                      | Bezeichnet mit 1832, im Kern 18. Jahrhundert                   | Obergeschoss engständriges und strebenreiches Fachwerk, eine Giebelseite verbrettert, ausgesprochen prächtiger, klassizistischer Sandsteintürstock mit Vorhang-Motiven, zwei typische, hochgewölbte Jonsdorfer Fledermausgaupen im Dach, ortsbildprägende Lage, eines der eindrucksvollsten Beispiele Südlausitzer Volksarchitektur, baugeschichtlich von Bedeutung | 09273623 |
| Weitere Bilder                          | Ehemaliges Wohnstallhaus (Umgebinde) eines Bauernhofes                                                     | Zittauer Straße 15 (Karte)                      | Im Kern 18. Jahrhundert                                        | Obergeschoss Fachwerk, zum Teil verbrettert, Holztürstock, ortsbildprägende Lage, baugeschichtlich von Bedeutung | 09273622 |
| Direkt Bild zu diesem Denkmal hochladen | Wohnhaus (Umgebinde)                                                                                       | Zittauer Straße 18 (Karte)                      | Bezeichnet mit 1836                                            | Obergeschoss Fachwerk verbrettert, Satteldach mit zwei Fledermausgaupen, wichtig als Blickfang und für Sichtbeziehung, baugeschichtlich von Bedeutung | 09273620 |
| Direkt Bild zu diesem Denkmal hochladen | Wohnstallhaus eines Bauernhofes                                                                            | Zittauer Straße 19 (Karte)                      | 1866                                                           | Gründerzeitlicher Putzbau, nahezu original erhaltenes Beispiel früher bäuerlicher Massivbauweise in den Gebirgsdörfern, baugeschichtlich von Bedeutung | 09273621 |
| Weitere Bilder                          | Wohnhaus (Umgebinde) eines ehemaligen Dreiseithofes, sowie Stützmauer mit Einfriedung                      | Zittauer Straße 21 (Karte)                      | Bezeichnet mit 1889                                            | Doppelstubenhaus, Obergeschoss Fachwerk, schöner Dachhecht, Segmentbogenportal, durch Hanglage stark ortsbildbestimmend, baugeschichtlich von Bedeutung | 09273619 |
| Weitere Bilder                          | Wohnhaus (Umgebinde)                                                                                       | Zittauer Straße 22 (Karte)                      | Bezeichnet mit 1827                                            | Obergeschoss Fachwerk, Giebel verbrettert, profilierter Sandsteintürstock, baugeschichtlich von Bedeutung | 09273618 |
| Weitere Bilder                          | Wohnhaus (Umgebinde)                                                                                       | Zittauer Straße 26 (Karte)                      | Bezeichnet mit 1848                                            | Mächtiger Baukörper, zwei Obergeschosse in Fachwerkbauweise (ungewöhnlich für ein Umgebindehaus), Anklänge an den Schweizerstil, profilierter Sandsteintürstock, baugeschichtlich von Bedeutung | 09273617 |
| Direkt Bild zu diesem Denkmal hochladen | Wohnstallhaus (Umgebinde) mit integriertem Wirtschaftsteil                                                 | Zittauer Straße 28 (Karte)                      | Im Kern Ende 18. Jahrhundert                                   | Obergeschoss Fachwerk verbrettert, Holztürstock, baugeschichtlich von Bedeutung | 09273616 |
| Direkt Bild zu diesem Denkmal hochladen | Wohnhaus (Umgebinde)                                                                                       | Zittauer Straße 29 (Karte)                      | Ende 18. Jahrhundert                                           | Obergeschoss strebenreiches Fachwerk, zum Teil verkleidet, baugeschichtlich von Bedeutung | 09273612 |
|                                         | Wohnhaus (Umgebinde)                                                                                       | Zittauer Straße 30 (Karte)                      | Bezeichnet mit 1837                                            | Doppelstubenhaus, Obergeschoss Fachwerk, baugeschichtlich von Bedeutung | 09273615 |
|                                         | Wohnhaus (Umgebinde)                                                                                       | Zittauer Straße 31 (Karte)                      | Mitte 19. Jahrhundert                                          | Obergeschoss Fachwerk, profilierte Schwelle, Segmentbogenportal, baugeschichtlich von Bedeutung | 09273610 |
| Direkt Bild zu diesem Denkmal hochladen | Wohnstallhaus (Umgebinde) mit integriertem Wirtschaftsteil                                                 | Zittauer Straße 34 (Karte)                      | Ende 18. Jahrhundert, im Kern älter                            | Obergeschoss Fachwerk, Schwelle (am Umgebinde vorkragend) mit Kielbogenkerbschnitt-Profil, baugeschichtlich von Bedeutung | 09273614 |
|                                         | Wohnhaus (Umgebinde)                                                                                       | Zittauer Straße 35 (Karte)                      | Um 1800                                                        | Obergeschoss strebenreiches Fachwerk, baugeschichtlich von Bedeutung | 09273606 |
| Weitere Bilder                          | Wohnstallhaus (Umgebinde) mit integriertem Wirtschaftsteil                                                 | Zittauer Straße 36 (Karte)                      | Bezeichnet mit 1816                                            | Obergeschoss strebenreiches Fachwerk, prächtiges Korbbogenportal mit floraler Ornamentik, Dachfläche mit zwei typischen Jonsdorfer Fledermausgaupen, baugeschichtlich von Bedeutung | 09273613 |
|                                         | Wohnhaus (Umgebinde) mit Anbauten sowie Nebengebäude                                                       | Zittauer Straße 37 (Karte)                      | Bezeichnet mit 1842, später erweitert                          | Obergeschoss Fachwerk, Giebelseite verbrettert, schöner profilierter Sandsteintürstock, massiver gründerzeitlicher Anbau mit zurückhaltender Putzdekoration, diese von klassizistischer Wirkung, rückwärtiger Anbau teilweise mit Umgebinde und Fachwerk-Obergeschoss, baugeschichtlich von Bedeutung | 09273605 |
| Direkt Bild zu diesem Denkmal hochladen | Wohnhaus (Umgebinde) ohne Anbau                                                                            | Zittauer Straße 38 (Karte)                      | Um 1800                                                        | Obergeschoss Fachwerk verbrettert, baugeschichtlich von Bedeutung | 09273611 |
| Direkt Bild zu diesem Denkmal hochladen | Wohnhaus (Umgebinde)                                                                                       | Zittauer Straße 40 (Karte)                      | 1. Hälfte 19. Jahrhundert                                      | Obergeschoss Fachwerk verbrettert, baugeschichtlich von Bedeutung | 09273609 |
|                                         | Wohnhaus (Umgebinde)                                                                                       | Zittauer Straße 41 (Karte)                      | Im Kern 18. Jahrhundert                                        | Eingeschossiges Umgebindehaus mit Kniestock, Giebel und Kniestock verbrettert, baugeschichtlich von Bedeutung | 09273604 |
|                                         | Wohnhaus (Umgebinde)                                                                                       | Zittauer Straße 43 (Karte)                      | Bezeichnet mit 1825                                            | Obergeschoss Fachwerk, Korbbogenportal, baugeschichtlich von Bedeutung | 09273603 |
| Direkt Bild zu diesem Denkmal hochladen | Wohnhaus (Umgebinde)                                                                                       | Zittauer Straße 44 (Karte)                      | 1. Hälfte 19. Jahrhundert                                      | Obergeschoss Fachwerk verbrettert, baugeschichtlich von Bedeutung | 09273607 |
| Weitere Bilder                          | Kirche und Kirchhof Jonsdorf (Sachgesamtheit)                                                              | Zittauer Straße 45 (Karte)                      | 1731                                                           | Sachgesamtheit Kirche und Kirchhof Jonsdorf, mit folgenden Einzeldenkmalen: Kirche, Leichenhalle, einige Grabmale, Kirchhofsportal und Einfriedung (siehe Einzeldenkmale Obj. 09273654) und Kirchhof als Sachgesamtheitsteil (Gartendenkmal); schlichte barocke Saalkirche mit wuchtigem Westturm mit Haube und Laterne, baugeschichtlich, ortsgeschichtlich und ortsbildprägend von Bedeutung | 09303736 |
| Weitere Bilder                          | Kirche, Leichenhalle, einige Grabmale, Kirchhofsportal und Einfriedung (Einzeldenkmale zu ID-Nr. 09303736) | Zittauer Straße 45 (Karte)                      | 1731 (Kirche); 1730/32 (Empore); Mitte 17. Jahrhundert (Altar) | Einzeldenkmale der Sachgesamtheit Kirche und Kirchhof Jonsdorf; schlichte barocke Saalkirche mit wuchtigem Westturm mit Haube und Laterne, baugeschichtlich, ortsgeschichtlich und ortsbildprägend von Bedeutung | 09273654 |
|                                         | Ehemalige Schule, mit Stützmauer                                                                           | Zittauer Straße 49 (Karte)                      | 2. Hälfte 19. Jahrhundert                                      | Zweistöckiger gründerzeitlicher Massivbau mit risalitartig vorgezogenem Mitteltrakt und Dreiecksgiebel, im Stil des Historismus, baugeschichtlich und ortsgeschichtlich von Bedeutung | 09273600 |
| Weitere Bilder                          | Zweite Schule des Ortes                                                                                    | Zittauer Straße 50 (Karte)                      | Bezeichnet mit 1723 und bezeichnet mit 1786                    | Heute Wohnhaus (Umgebinde) mit Seitenflügel; Doppelstubenhaus, Obergeschoss Fachwerk teilweise verbrettert, vorkragendes Obergeschoss, Schwelle kräftig profiliert (mit Kielbogenkerbschnitt-Ornament), baugeschichtlich und ortsgeschichtlich von Bedeutung | 09273602 |
| Weitere Bilder                          | Bahnhof mit Empfangsgebäude und Güterschuppen (Einzeldenkmal zu ID-Nr. 08992538)                           | Zittauer Straße 53 (Karte)                      | 1913                                                           | Einzeldenkmal der Sachgesamtheit Schmalspurbahn Zittau-Oybin-Jonsdorf; baugeschichtlich, verkehrshistorisch und technikgeschichtlich von Bedeutung, Empfangsgebäude mit mechanischer Außenuhr, Obergeschoss verbrettert, Anklänge an den Heimatstil | 09274368 |
|                                         | Wohnhaus (Umgebinde) mit Anbau                                                                             | Zittauer Straße 54 (Karte)                      | 1. Hälfte 18. Jahrhundert                                      | Obergeschoss Fachwerk mit verblatteten Fußstreben, Giebelseite verbrettert, Schwelle durchgängig mit Kielbogenkerbschnittprofil versehen, schönes Korbbogenportal, kurzer Dachhecht, baugeschichtlich von Bedeutung | 09273601 |
|                                         | Wohnhaus (Umgebinde)                                                                                       | Zittauer Straße 60 (Karte)                      | Bezeichnet mit 1737                                            | Obergeschoss Fachwerk verbrettert, Schwelle profiliert, Korbbogenportal, ortsbildprägende Lage, baugeschichtlich von Bedeutung | 09273599 |

## Streichungen von der Denkmalliste
| Bild                                    | Bezeichnung                      | Lage                            | Datierung | Beschreibung | ID       |
| --------------------------------------- | -------------------------------- | ------------------------------- | --------- | --- | -------- |
| Direkt Bild zu diesem Denkmal hochladen | Wohnhaus (Umgebinde) und Scheune | Großschönauer Straße 40 (Karte) | Um 1800   | Eingeschossiges Umgebindehaus, Dachhecht, Giebel verbrettert, kleine Fachwerkscheune, wirtschaftsgeschichtlich und baugeschichtlich von Bedeutung; nach 2014 von der Denkmalliste gestrichen | 09273452 |

## Tabellenlegende
- Bild: Bild des Kulturdenkmals, ggf. zusätzlich mit einem Link zu weiteren Fotos des Kulturdenkmals im Medienarchiv Wikimedia Commons. Wenn man auf das Kamerasymbol klickt, können Fotos zu Kulturdenkmalen aus dieser Liste hochgeladen werden:
- Bezeichnung: Denkmalgeschützte Objekte und ggf. Bauwerksname des Kulturdenkmals
- Lage: Straßenname und Hausnummer oder Flurstücknummer des Kulturdenkmals. Die Grundsortierung der Liste erfolgt nach dieser Adresse. Der Link (Karte) führt zu verschiedenen Kartendiensten mit der Position des Kulturdenkmals. Fehlt dieser Link, wurden die Koordinaten noch nicht eingetragen. Sind diese bekannt, können sie über ein Tool mit einer Kartenansicht einfach nachgetragen werden. In dieser Kartenansicht sind Kulturdenkmale ohne Koordinaten mit einem roten bzw. orangen Marker dargestellt und können durch Verschieben auf die richtige Position in der Karte mit Koordinaten versehen werden. Kulturdenkmale ohne Bild sind an einem blauen bzw. roten Marker erkennbar.
- Datierung: Baubeginn, Fertigstellung, Datum der Erstnennung oder grobe zeitliche Einordnung entsprechend des Eintrags in der sächsischen Denkmaldatenbank
- Beschreibung: Kurzcharakteristik des Kulturdenkmals entsprechend des Eintrags in der sächsischen Denkmaldatenbank, ggf. ergänzt durch die dort nur selten veröffentlichten Erfassungstexte oder zusätzliche Informationen
- ID: Vom Landesamt für Denkmalpflege Sachsen vergebene, das Kulturdenkmal eindeutig identifizierende Objekt-Nummer. Der Link führt zum PDF-Denkmaldokument des Landesamtes für Denkmalpflege Sachsen. Bei ehemaligen Kulturdenkmalen können die Objektnummern unbekannt sein und deshalb fehlen bzw. die Links von aus der Datenbank entfernten Objektnummern ins Leere führen. Ein ggf. vorhandenes Icon  führt zu den Angaben des Kulturdenkmals bei Wikidata.